# Haldi

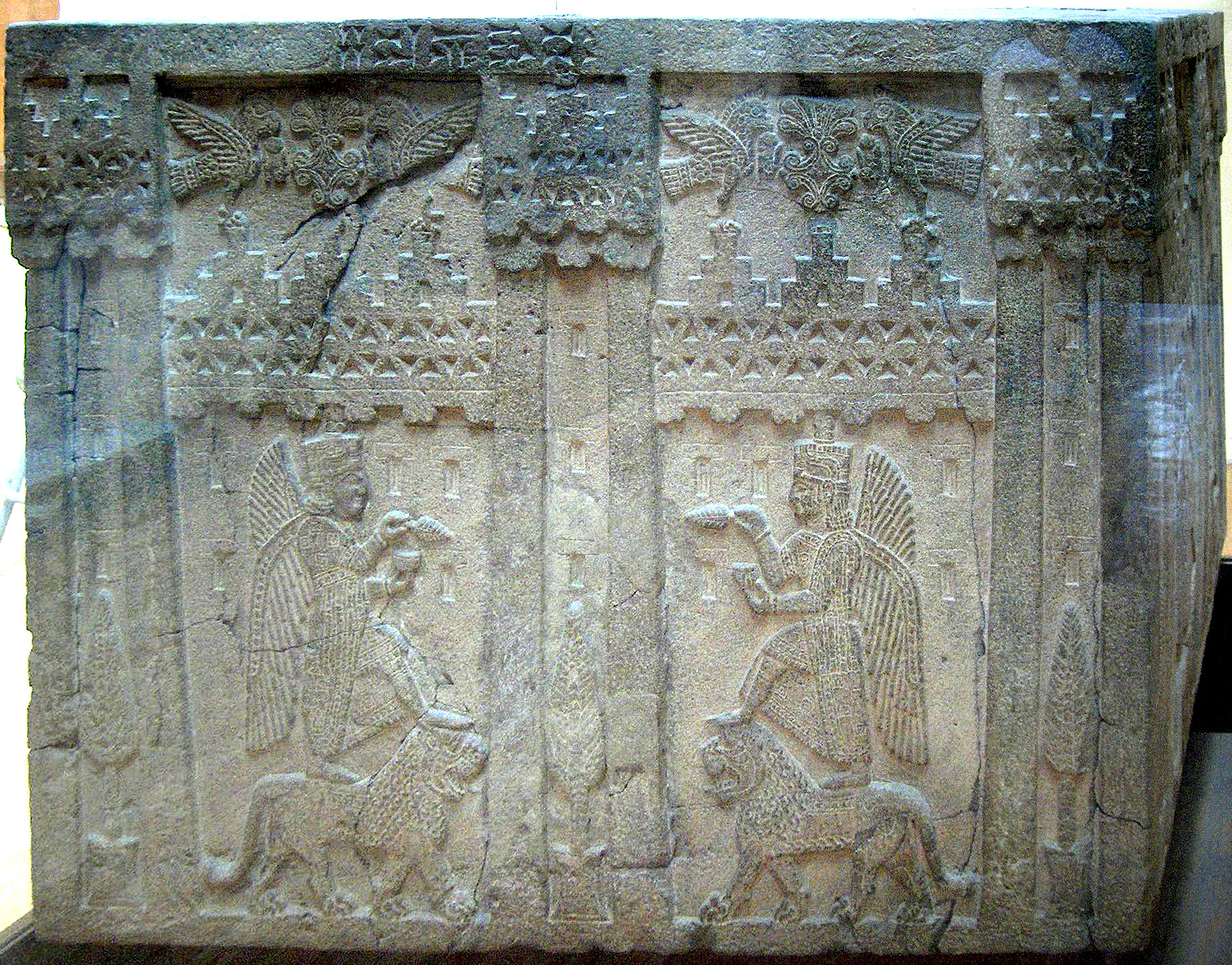
Guden Haldi stående på ett lejon

Haldi, alternativt Khaldi var den urarteisk huvudguden som tillsammans med Tesheba och Shivini utgjorde de tre främsta gudarna det urarteiska riket cirka 1200-600 f Kr. Haldi var fadersguden i vilkens namn kungen gick i strid, en gud som framställas stående på ett lejon. I centrala Urartu hette hans hustru Arubani, medan han i Musasir hade en hustru vid namn Bagmastu. I övrigt vet man mycket lite om Haldi eftersom religiös litteratur saknas.
Det urarteiska templet i Musasir, helgat åt Haldi och gudinnan Bagmastu plundrades av Sargon II 714 f.Kr.